# شهرستان اکلاهما (اکلاهما)
شهرستان اکلاهما، اکلاهما (به انگلیسی: Oklahoma County, Oklahoma) شهرستانی در ایالات متحده آمریکا است که در اکلاهما واقع شده‌است.

## خصوصیات
شهرستان اکلاهما ۱٬۸۵۹٫۶۲ کیلومترمربع مساحت دارد.